# Cephaloon sakurae
Cephaloon sakurae is een keversoort uit de familie Stenotrachelidae. De wetenschappelijke naam van de soort is voor het eerst geldig gepubliceerd in 1895 door Lewis.